# هنري ريفيير (صحفي)
هنري ريفيير (بالفرنسية: Henri Rivière)‏ هو صحفي وضابط فرنسي، ولد في 12 يوليو 1827 في باريس في فرنسا، وتوفي في 19 مايو 1883 في هانوي في فيتنام بسبب قتل في المعركة.

## وصلات خارجية
- هنري ريفيير على موقع الموسوعة البريطانية (الإنجليزية)